# Euthalia sulaensis
Euthalia sulaensis är en fjärilsart som beskrevs av Talbot 1943. Euthalia sulaensis ingår i släktet Euthalia och familjen praktfjärilar. Inga underarter finns listade i Catalogue of Life.